# Przesmyk tkacki

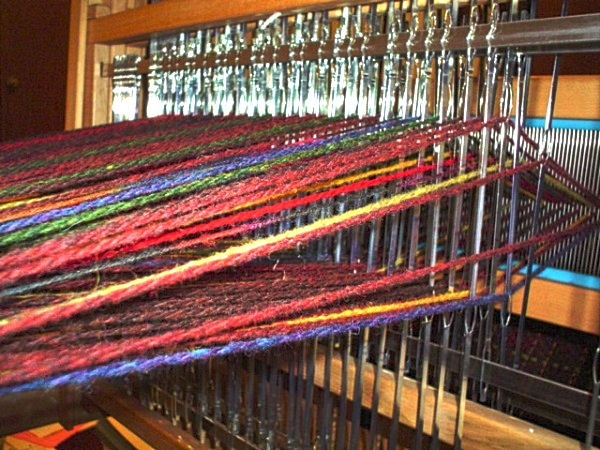
Przesmyk – widok od tyłu

Rodzaje przesmyków
A - górny, B - dolny, C - środkowy

Czystość przesmyku
D – czysty, E - nieczysty,
F - nieczysty w warstwie górnej

Przesmyk tkacki – to przestrzeń między warstwami nitek osnowy, utworzona przez mechanizm przesmykowy, umożliwiająca wprowadzenie wątku tworzącego element tkaniny.

## Kształt, cel i sposób tworzenia
Nitki osnowy otwartego przesmyku tworzą kształt spłaszczonego deltoidu. Przednia część przesmyku tworzy tzw. strefę roboczą krosna. Otwieranie przesmyku jest pierwszą fazą cyklu tworzenia elementu tkaniny. Pełny cykl tworzenia elementu tkaniny to:
1. otwarcie przesmyku przez mechanizm przesmykowy
2. wprowadzenie wątku przez mechanizm wprowadzania wątku (przerzutowy)
3. przybicie (dosunięcie) wątku do krawędzi tkaniny przez bidło.

Powtarzanie tego cyklu nazywa się tkaniem. O tym, które nitki osnowy w przesmyku mają być podnoszone lub opuszczone i w jakiej kolejności, decyduje splot tkacki, w jakim tworzona jest tkanina.

## Parametry przesmyku
Przesmyk tkacki w krosnach czółenkowych charakteryzują trzy podstawowe parametry:
1. wysokość przesmyku – parametr mierzony jest przez wsunięcie czółenka do przesmyku i sprawdzenie odległości górnej warstwy przesmyku od krawędzi przedniej ścianki czółenka. Odległość ta powinna wynosić 1–2 mm.
2. położenie przesmyku względem bieżni – odległość dolnej warstwy przesmyku od bieżni bidła. Powinna ona być jak najmniejsza, ale ustalona w taki sposób by nitki osnowy nie ocierały o bieżnię.
3. czystość przesmyku parametr opisany w punkcie 2 podziału przesmyków.

Problem czystości przesmyku nie występuje w przypadku tkanin w splocie płóciennym o niewielkiej liczbie nitek w osnowie. Tkaninę można wykonać przy zastosowaniu najprostszego, krzywkowego mechanizmu przesmykowego wyposażonego w dwie nicielnice. Zjawisko nieczystego przesmyku pojawia się dopiero wówczas, kiedy splot lub duża liczba nitek osnowy zmusza do zastosowania zespołów złożonych z wielu nicielnic. Współczesne konstrukcje pozwalają uzyskać czysty przesmyk nawet przy zespołach złożonych z kilkunastu czy kilkudziesięciu nicielnic. Polega to na zróżnicowanym skoku poszczególnych nicielnic. Nicielnice położone dalej od krawędzi tkaniny wykonują większy skok, nicielnice położone bliżej wykonują mniejszy skok.

## Podział
Przesmyki dzielą się:
1. ze względu na kierunek tworzenia:
  - przesmyk górny – położeniem wyjściowym osnowy jest położenie dolne. Przesmyk tworzony jest przez podniesienie części nitek osnowy, które mają w splocie tworzyć pokrycia osnowowe. Pozostałe nitki pozostają w położeniu wyjściowym. Nazwa pochodzi od kierunku ruchu osnowy
  - przesmyk dolny – położeniem wyjściowym jest położenie górne. Przesmyk tworzony jest przez ściąganie grupy nitek osnowy w dół. Pozostałe pozostają w położeniu wyjściowym, tworząc pokrycia osnowowe
  - przesmyk środkowy – położeniem wyjściowym jest położenie środkowe. Przesmyk tworzony jest przez jednoczesne podnoszenie jednej grupy nitek, tworzących pokrycia osnowowe, i ściąganie pozostałej części nitek do położenia dolnego
2. ze względu na geometrię:
  - przesmyk czysty – przesmyk, w którym zarówno górna, jak i dolna warstwa nitek osnowy, w części przedniej stanowiącej strefę roboczą, tworzą pojedyncze płaszczyzny przecinające się na linii krawędzi tkaniny. Jest to optymalny przesmyk. Warstwy tylnej części przesmyku, niemające wpływu na proces tkania, ani na jakość tkaniny, tworzą po kilka płaszczyzn
  - przesmyk nieczysty – przesmyk, w którym w strefie roboczej warstwy osnowy tworzą po kilka płaszczyzn. Przesmyk ten nie jest pożądany, ze względu na opory jakie stawia przelatującemu czółenku. Zwiększa się również liczba zrywów nitek osnowy w czasie tkania. Przesmyk taki jest wynikiem niewłaściwej regulacji mechanizmu przesmykowego
  - przesmyk nieczysty w warstwie górnej – powstaje przez odpowiednie rozmieszczenie nicielnic. Warstwa dolna w strefie roboczej tworzy jedną płaszczyznę. Przesmyk taki nie zwiększa oporów ślizgu czółenka, ale powoduje zróżnicowanie napięć nitek osnowy, przez co wzrasta liczba zrywów. Przesmyk ten tworzony jest na mechanizmach, które nie mogą ze względów konstrukcyjnych utworzyć przesmyku czystego.
3. Istnieje jeszcze podział przesmyków określający ich stan w momencie przybijania wątku do krawędzi tkaniny.
  - otwarty – kąt opasania wątku przez osnowę jest mały <1800
  - zamknięty – kąt opasania wątku przez osnowę jest duży ≥ 1800
  - otwarty skrzyżowany – kąt opasania wątku przez osnowę jest pełny.